# Henricus Albicastro
Johann Heinrich von Weissenburg (c. 1660 - Maastrich (Països Baixos), 26 de gener de 1730), també conegut com a Giovanni Henrico Albicastro, va ser un músic i compositor aficionat de l'època barroca.

## Biografia
Albicastro provenia de Klosterneuburg, prop de Viena, o del poble de Bieswangen, prop de Pappenheim al centre de Baviera, no gaire lluny del poble de Weissenburg ("Castell blanc", per tant "Albicastro" en llatí o italià). Johann Gottfried Walther va incloure Albicastro al seu Musicalisches Lexicon (1732) sota la suposició errònia que Albicastro venia de Suïssa; en conseqüència ha estat inclòs sovint en llistes de músics suïssos.
El 1686, Albicastro es va traslladar a Leiden, als Països Baixos, on es va matricular a la Universitat de Leiden com a Musicus Academiae, però el seu nom no apareix als arxius de la universitat.
El 1696 va aparèixer una col·lecció de dotze de les seves sonates en trio, titulada Il giardino armonico sacro-profano ("El jardí harmònic sagrat-profà"), op. 3. Editat per François Barbry, va ser publicat a Bruges per François van Heurck; no sembla haver sobreviscut cap còpia dels sis últims, ni de l'opus 1 d'Albicastro o de l'opus 2 de Bruges. A Amsterdam un conjunt separat de números d'opus va ser publicat per Estienne Roger: col·leccions de sonates per a violí (Op. 2, 3, 5, 6 i 9), sonates en trio (Op. 1, 4 i 8) i concerts de corda (Op. 7) en un modisme corellià.
Durant les últimes fases de la Guerra de Successió (1701–1713), va exercir de capità de cavalleria. Va romandre actiu en aquesta posició fins al 1730, quan va morir a Maastricht. Una font esmenta que potser va morir el 1738, però això és erroni.